# Йорі Бой Кампас
Луїс Рамон «Йорі Бой» Кампас Медіна (ісп. Luis Ramón "Yori Boy" Campas Medina, 6 серпня 1971) — мексиканський професійний боксер, чемпіон світу за версією IBF (1997—1998) в першій середній вазі.

## Професіональна кар'єра
Дебютував на профірингу у віці 15 років. Впродовж 1987—1994 років провів 56 переможних боїв, зокрема нокаутував майбутнього чемпіона світу Хорхе Вака. 17 вересня 1994 року вийшов на бій проти чемпіона світу за версією IBF в напівсередній вазі пуерториканця Фелікса Трінідада і програв нокаутом в четвертому раунді.
Після семи перемог поспіль 6 жовтня 1996 року отримав другу спробу здобути титул чемпіона світу за версією WBO в напівсередній вазі в бою проти Хосе Луїс Лопеса і програв нокаутом у шостому раунді.
6 грудня 1997 року зустрівся в бою з чемпіоном світу за версією IBF в першій середній вазі мексиканцем Раулем Маркесом і здобув перемогу технічним нокаутом у восьмому раунді. Він тричі захистив завойований титул, однак 12 грудня 1998 року втратив його після того, як в сьомому раунді вийшов з бою проти Фернандо Варгаса.
Ще двічі виходив на бій за звання чемпіона світу, програвши нокаутом 16 березня 2002 року в бою проти чемпіона світу за версією WBO в першій середній вазі пуерториканця Даніеля Сантоса, а 3 травня 2003 року — нокаутом в бою проти чемпіона WBC, WBA (Undisputed) та IBA і журналу «Ринг» в першій середній вазі Оскара Де Ла Хойя.